# Rüsselsheim (Computerspiel)
Rüsselsheim ist ein Computerspiel, in dem es darum geht, zu Beginn des 20. Jahrhunderts einen Automobilhersteller aufzubauen. Das Spiel wurde von der Adam Opel GmbH gefördert, die ihren Gründungssitz in Rüsselsheim hat. Die amerikanische Originalversion heißt Detroit, ansonsten bestehen keine Unterschiede. In Detroit haben General Motors (damalige Konzernmutter von Opel) und Ford ihren Hauptsitz.

## Handlung
Vier Automobilkonzerne starten im Jahr 1908, dem Gründungsjahr von General Motors, mit einer Fabrik, einem Verkaufsbüro und den Technologien für die Konstruktion einfachster Automobile. Nehmen weniger als vier Mitspieler am Spiel teil, so werden die verbleibenden Unternehmen vom Computer gesteuert.

### Teilmärkte
Die Welt von Rüsselsheim besteht aus 16 regionalen Teilmärkten. Die Entwicklung der Verkaufszahlen auf den Märkten entsprechen der historischen Entwicklung der Automobilmärkte. So haben zu Beginn des Spiels die vier US-amerikanischen Märkte eine überragende Bedeutung. Daneben lassen sich lediglich in Nordeuropa und Kanada vereinzelt Fahrzeuge absetzen. In den folgenden Jahrzehnten entwickeln sich immer mehr Märkte. Mit Südostasien erschließt sich der letzte Markt erst im April 1998, also vier Jahre nach Erscheinen des Spiels.
Vereinzelt wird in Meldungen auf aktuelle politische oder wirtschaftliche Ereignisse wie den Ausbruch der Weltkriege oder den Schwarzen Freitag hingewiesen.

### Forschung
Im Laufe des Spiels lassen sich in sieben verschiedenen Bereichen wie Motor, Bremsen oder Sicherheit insgesamt 90 verschiedene Technologien erforschen, die nach Entwicklung zum Bau der Automobile verwendet werden können. Es gibt nur ein Forschungszentrum mit unbekanntem Standort. Auf jeden der sieben Bereiche lassen sich jeweils maximal 255 Forscher zuweisen. Die Anzahl der jeden Monat zusätzlich einstellbaren Forscher hängt von der Lohnhöhe ab.

### Fertigung
In jeder der 16 Regionen kann maximal eine Fabrik errichtet werden. Eine neue Fabrik hat den Level Eins. Sie kann maximal bis zum Level Zehn aufgewertet werden, wobei sich die Kosten für jede Aufwertung verdoppeln. Die Aufwertung nimmt keine Zeit in Anspruch, die erhöhte Kapazität steht sofort zur Verfügung. Jede Fabrik hat sechs Produktionsbänder. Ein Modell kann auf mehreren Bändern gefertigt werden, jedes Band kann aber nur ein Modell herstellen. Jedem Band können maximal 255 Arbeiter zugewiesen werden. Die Anzahl der produzierten Fahrzeuge hängt vom Fabriklevel, der Anzahl der Arbeiter und der Höhe des gewährten Bonus ab. Der Arbeitsmarkt des Spiels ist global. Alle Arbeiter erhalten den gleichen Lohn und können nach Belieben den Fabriken auf allen Erdteilen zugewiesen werden. Es gibt keinen Kündigungsschutz. Arbeiter können jederzeit fristlos und ohne Abfindungen entlassen werden. Die Anzahl der monatlich zusätzlich einstellbaren Arbeiter hängt von der Lohnhöhe ab. Sind die Löhne zu niedrig, so kann es zu einem Streik der Arbeiter kommen.

### Verkauf
Um in einer Region Automobile verkaufen zu können, muss dort ein Verkaufsbüro bestehen. In jeder Region können maximal zehn Verkaufsbüros eröffnet werden. Jedes weitere Verkaufsbüro erhöht die Verkäufe im geringeren Maße als das Vorherige. Dadurch wird die Konkurrenz zwischen den eigenen Büros berücksichtigt. Die Preise können global oder für jede Region einzeln festgelegt werden. Dagegen können die Vertriebswege für jede Region und jedes Modell nur einzeln festgelegt werden. Bei maximal 16 Modellen, 16 Regionen und bis zu drei auszuwählenden Fabriken ergeben sich im Extremfall 768 Vertriebswege, die über eine umständliche Steuerung durch das Anklicken der Schaltflächen „+“ und „-“ eingestellt werden müssen.

### Marketing
Für alle 16 Regionen lässt sich ein Marketingbudget in den Bereichen Plakatwerbung, Sportsponsoring sowie für fünf verschiedene Zeitschriftenarten vorgeben. Im späteren Spielverlauf kommen verschiedene Formate der Radio- und TV-Werbung hinzu. Die Möglichkeiten des Spielers beschränken sich dabei auf die Festlegung der Budgets. Er hat keine Möglichkeit Einfluss auf die Werbebotschaften oder die Gestaltung der Werbung zu nehmen. Die Werbung wirkt immer generell für das ganze Unternehmen, nicht nur für einzelne Modelle. Im Gegensatz zur Realität hat die Werbung keine Langzeitwirkung, sie wirkt nur in dem Monat, in dem sie geschaltet wurde.

### Analyse
Zur Analyse der Unternehmenssituation stehen dem Spieler 15 verschiedene Berichtsarten zur Verfügung, von denen zwei kostenpflichtig sind. Mit diesen Berichten kann der Spieler sich ein detailliertes Bild des eigenen Unternehmens machen und zusätzlich Informationen über die Wettbewerber erhalten. Die Analysemöglichkeiten sind selbst für eine Wirtschaftssimulation überdurchschnittlich.

## Schwierigkeitsgrad
Zu Beginn des Spiels kann für alle Mitspieler gemeinsam einer von sechs Schwierigkeitsgraden gewählt werden. Diese unterscheiden sich aber lediglich im zur Verfügung stehenden Startkapital und haben sonst keinen Einfluss auf den weiteren Spielverlauf. Aufgrund der schwachen KI der Computerspieler stellt das Spiel im Singleplayer-Modus für erfahrene Spieler keine Herausforderung dar. Bereits nach wenigen Jahren können Vermögen angehäuft werden, die allein durch ihre Zinsen die gesamten Betriebskosten decken. Bei mehreren menschlichen Mitspielern wird das Spiel dagegen sehr schwierig. Durch die oligopolistische Marktstruktur hat jede Handlung eines Spielers unmittelbare Auswirkungen auf die anderen Mitspieler und die Verkaufszahlen lassen sich fast ausschließlich auf Kosten der Konkurrenz steigern. Die Unzulänglichkeiten der KI lassen sich auch daran erkennen, dass bereits bei zwei menschlichen Mitspielern die verbleibenden Unternehmen mehrmals im Jahr Konkurs anmelden, was für KI-Unternehmen allerdings außer einer Entschuldung keine Auswirkungen hat.

## Bewertungen
Die Bewertungen für Rüsselsheim schwankten extrem zwischen den verschiedenen Plattformen, aber auch zwischen den bewertenden Magazinen. So vergab die PC Games 60 %, die Amiga Games 68 % und der Amiga Joker 80 % bzw. 81 % (AGA).

## Wissenswertes
- Im Vorspann zum Spiel wird das Stück Le Fosche Notturne Spoglie aus der Oper Il trovatore von Giuseppe Verdi gespielt.
- Die meisten Berichte im Spiel ließen sich ausdrucken. Dieses für die Zeit der Veröffentlichung sehr ungewöhnliche Feature sollte wahrscheinlich ein realistischeres Spielgefühl erzeugen.
- Oldtimer, der direkte Konkurrent zu Rüsselsheim, erschien nur wenige Monate später. Seitdem hat sich kein namhafter Hersteller an die Thematik herangewagt.